# Hanna Mojska
Hanna Mojska – polska farmaceutka, dr hab. nauk farmaceutycznych, profesor uczelni Katedry Dietetyki i Badań Żywności Wydziału Nauk Ścisłych, Przyrodniczych i Technicznych Uniwersytetu Humanistyczno-Przyrodniczego im. Jana Długosza w Częstochowie, oraz profesor instytutu Narodowego Instytutu Zdrowia Publicznego – Państwowego Zakładu Higieny.

## Życiorys
W 1980 ukończyła studia farmacji w Akademii Medycznej w Warszawie, 7 marca 2002 obroniła pracę doktorską Badania nad wpływem sposobu żywienia matek karmiących na poziom izomerów trans kwasów tłuszczowych w mleku kobiecym, 27 stycznia 2016 habilitowała się na podstawie pracy zatytułowanej Akryloamid w żywności - ocena ryzyka dla zdrowia człowieka na podstawie oszacowanego pobrania z dietą w korelacji z poziomem markerów w moczu. Otrzymała nominację profesorską.
Objęła funkcję profesora nadzwyczajnego w Instytucie Żywności i Żywienia im. prof. dra med. Aleksandra Szczygła.
Piastuje stanowisko profesora uczelni w Katedrze Dietetyki i Badań Żywności na Wydziale Nauk Ścisłych, Przyrodniczych i Technicznych Uniwersytetu Humanistyczno-Przyrodniczego im. Jana Długosza w Częstochowie, a także profesora instytutu Narodowego Instytutu Zdrowia Publicznego – Państwowego Zakładu Higieny.